# Pénalité (hockey sur glace)
Pour les articles homonymes, voir Pénalité.
Une pénalité au hockey sur glace est une punition donnée à un membre d'une équipe lorsqu'il est responsable d'un comportement inapproprié, contraire au règlement. Les pénalités sont données par les arbitres, généralement par l'arbitre principal.

## Principe
Pendant une pénalité, le joueur fautif est envoyé au banc de pénalité. Qu'il s'agisse d'une pénalité mineure ou majeure, l'équipe adverse joue alors en supériorité numérique.
Si l'équipe en infériorité concède un but lors d'une faute mineure, la pénalité s'arrête. Si c'est une pénalité majeure, le désavantage continue jusqu'au terme de la pénalité.
Quand une pénalité est signalée, le jeu ne s'arrête que lorsque l'équipe fautive prend le contrôle du palet (rondelle) ou sur appréciation de l'arbitre (principe de la pénalité différée). Ainsi, il n'est pas possible de provoquer volontairement une faute pour arrêter une attaque de l'équipe adverse. Pendant une pénalité différée, le gardien de but adverse sort généralement de la glace, afin de laisser rentrer un attaquant supplémentaire.
Avant la modification des règles 2006-2010 par l'IIHF, il était impossible à une équipe en avantage sur une pénalité de concèder un but. Cette règle a été modifiée et il est donc possible dorénavant de prendre un but contre son camp.
Quand un gardien reçoit une pénalité (sauf cas d'une pénalité pénalité de ou pour le match), il ne va pas en prison. Sa pénalité est effectuée par un autre joueur présent sur la glace au moment de la faute. Le même principe s'applique pour une pénalité de banc mineure (pénalité attribuée à une équipe entière ou à un entraîneur), le joueur effectuant la pénalité étant choisi par l'entraîneur.

## Types de pénalités

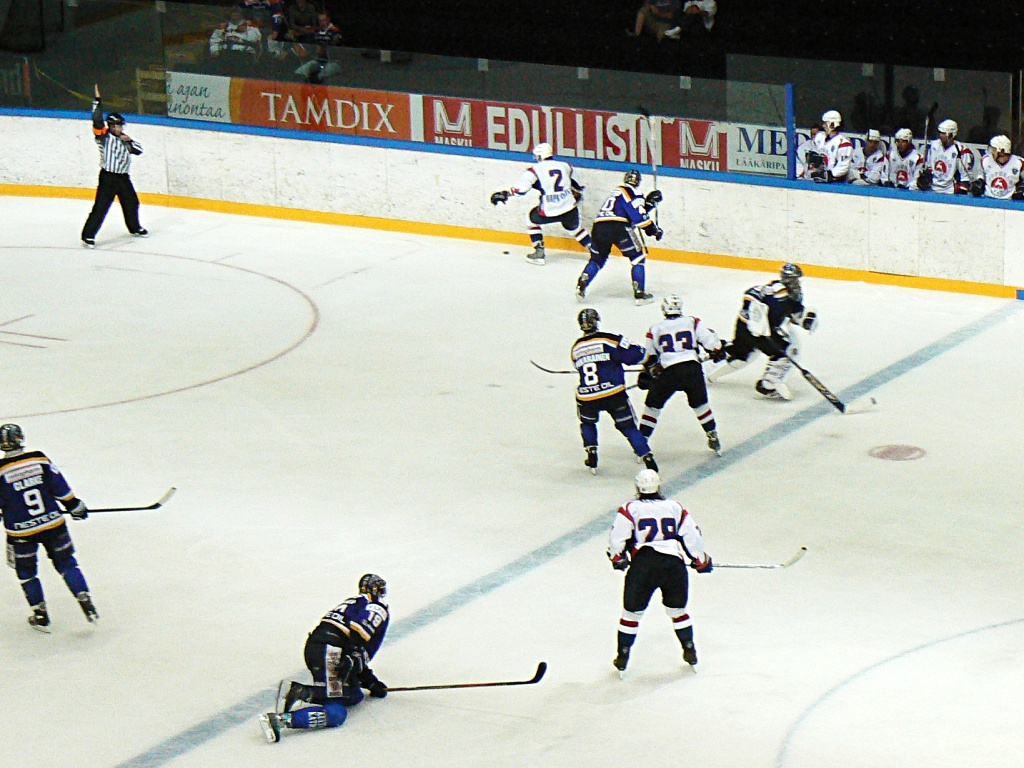
Appel de l'arbitre d'une pénalité différée

- Pénalité mineure (2 minutes) : le joueur va au banc de pénalité pendant 2 minutes, un joueur de moins sur la glace et annulation de la pénalité en cas de but. Son équipe joue donc à 4, voire à 3 (jamais moins de 3) en plus du gardien. Si une pénalité mineure doit être signalée contre un joueur alors que son équipe joue à 3, le joueur va au banc des pénalités mais le décompte des 2 minutes ne commencera que lorsque la première pénalité infligée à son équipe sera terminée.
- Pénalité de banc mineure (2 minutes) : un joueur substitut va au banc de pénalité pendant deux minutes. Le joueur est choisi par l'entraineur. Il doit être présent sur la glace au moment de la faute, mais ça ne peut pas être un gardien.
- Pénalité majeure (5 minutes) : expulsion, car est toujours cumulée avec une pénalité automatique de méconduite pour le match selon les règles de l'IIHF. L’équipe joue pendant 5 minutes en infériorité numérique et la pénalité de 5 minutes ne sera pas annulée en cas de but. Le joueur fautif va au vestiaire. Un joueur substitut de son équipe le remplace sur le banc des pénalités. Dans la Ligue nationale de hockey, certaines pénalités majeures n'apportent pas toujours une méconduite pour le match ; le joueur fautif va lui-même au banc de pénalité.
- Pénalité de méconduite (10 minutes) : le joueur va au banc de pénalité pendant 10 minutes mais il n'y a pas d'infériorité numérique pour son équipe. En cas de deux pénalités de méconduite dans le même match pour le même joueur, ce dernier se verra infliger une pénalité de méconduite pour le match, et sera expulsé (sauf dans la LNH).
- Pénalité de méconduite pour le match (20 minutes IIHF/10 minutes LNH) : expulsion, mais pas d'infériorité pour l'équipe. Un match de suspension pour la deuxième (IIHF) ou troisième (LNH) pénalité similaire dans la saison.
- Pénalité de match (25 minutes pour l'IIHF et 10 minutes dans la LNH) : expulsion, rapport d'incident et commission de discipline qui tranchera sur un (des) match(s) de suspension. L’équipe joue pendant 5 minutes en infériorité numérique et la pénalité de 5 minutes ne sera pas annulée en cas de but. Le joueur fautif va au vestiaire. Un joueur substitut de son équipe le remplace sur le banc des pénalités.
- Tir de pénalité : en cas de faute sur un joueur en situation d'échappée face au but. Un tir de pénalité sera effectué par le joueur ayant subi la faute. En cas d'échappée face à des cages vides (à la suite de la sortie du gardien), le but est directement accordé (but automatique).

L'arbitre peut également infliger des pénalités cumulées (ex. : pénalité mineure de 2 minutes + pénalité majeure de 10 minutes).
Une pénalité infligée au gardien est toujours purgée par un joueur substitut (sauf pénalité de match).

## Les substitutions/annulations de pénalité
Une des règles du hockey sur glace veut que le maximum de joueurs soit présent sur la glace lors de pénalités multiples. C'est pourquoi il est courant de voir des pénalités substituées non affichées sur le tableau d'affichage, mais qui ont cours.
Par exemple, à 7 minutes de jeu, 2+10 min. de pénalité pour les équipes A et B. Le jeu reprendra à 5 joueurs contre 5. Deux joueurs seront sur le banc des pénalités de A et de B, un joueur servant la première pénalité mineure de 2 min. (le substitut), et le joueur fautif servant les 10 minutes en plus des 2 minutes.
Il ne peut normalement pas y avoir d'annulation/substitution en cas de 2 min. de pénalité pour l'équipe A et l'équipe B en même temps : sauf décision contraire de l'arbitre, le jeu reprendra alors à 4 joueurs contre 4. Il existe tout de même une exception à cette règle : si les équipes A et B écopent en même temps de 2 pénalités mineures pour l'une et 3 pour l'autre (ou 3 et 4), deux (ou 3) des pénalités ne seront pas affichées sur le tableau d'affichage.

## Liste des pénalités

### Fautes contre les joueurs
Ces fautes sont, sauf exception, sanctionnées par une pénalité mineure, majeure ou de match dans le règlement de l'IIHF.
- accrocher (hooking en anglais) :
  - appelée contre un joueur ayant retenu un adversaire en l'accrochant avec sa crosse. Elle peut donner lieu à un tir de pénalité si le joueur accroché était en situation d'échappée, voire un but automatique en cas d'échappée face à des cages vides (à la suite de la sortie du gardien),
  - signal de l'arbitre : mouvement de va-et-vient avec les deux bras comme si on voulait attirer quelque chose sur sa poitrine ;
- charge avec la crosse / double-échec (cross-checking) :
  - appelée contre un joueur ayant chargé un adversaire avec son bâton,
  - signal de l'arbitre : mouvement d'extension des avant-bras avec les poings fermés ;
- charge avec le corps (au hockey féminin) (women body-checking) :
  - appelée contre une joueuse ayant réalisé une charge contre une adversaire. Cette pénalité n'existe pas au hockey masculin, où les charges sont autorisées. Elle ne peut pas être sanctionnée par une pénalité de match ,
  - signal de l'arbitre : pose une main ouverte (sans sifflet) sur l'épaule opposée ;
- projection contre la bande / donner de la bande (boarding) :
  - appelée contre un joueur qui effectue une mise en échec, une charge avec le corps, les coudes ou qui fait trébucher de telle manière qu'un joueur est violemment projeté contre la bande. Faire « rouler » un adversaire, en possession du palet et qui tente de forcer le passage le long de la bande, n'est pas considéré comme une charge contre la bande,
  - signal de l'arbitre : devant le torse, pousse un poing serré d'une main sur la paume ouverte de l'autre main ;
- charge incorrecte / assaut (charging) :
  - appelée contre un joueur ayant chargé un adversaire de façon violente, en raison de la distance parcourue ou ayant sauté sur un adversaire,
  - signal de l'arbitre : mouvement rotatif avec les poings à la hauteur de la poitrine ;
- charge tardive (Late Hit) (Nouveauté IIHF 2018)[1]
  - appelée contre un joueur mettant en échec un autre joueur de champ qui se trouve dans une position vulnérable parce qu'il n'a plus le contrôle ou n'a plus la possession du palet. Une charge tardive peut être délivrée sur un joueur ayant conscience ou non d'un contact imminent.
  - signal de l'arbitre : les deux poings fermés se touchant face-à-face.
- charge dans le dos / mise en échec par derrière (checking from behind) :
  - appelée contre un joueur ayant chargé un adversaire depuis l'arrière au centre de la glace ou sur la bande et qui n'a pas conscience de l'imminence de l'impact (et ne peut donc pas se protéger). Une blessure consécutive à cette faute entraîne systématiquement une pénalité de match,
  - signal de l'arbitre : avec les deux bras, fait un mouvement vers l'avant, mains ouvertes et éloignées du corps ;
- charge contre la tête ou la nuque (checking to the head and the neck area) :
  - appelée contre un joueur ayant chargé un adversaire en direction de la tête ou de la nuque, ou qui pousse ou projette la tête d'un adversaire contre le plexiglas ou la bande,
  - signal de l'arbitre : avec la main ouverte, mouvement vers le côté de la tête ;
- cinglage / coup de bâton (slashing) :
  - appelée contre un joueur qui tente d'empêcher un adversaire d'avancer en le frappant avec sa crosse,
  - signal de l'arbitre : mouvement de couper fait avec la tranche de la main sur l'autre avant-bras ;
- coup de coude / donner du coude (elbowing) :
  - appelée contre un joueur ayant chargé un adversaire en utilisant son coude,
  - signal de l'arbitre : tape avec la main sur le coude à la hauteur de la poitrine
- coup de genou / donner du genou (kneeing) :
  - appelée contre un joueur ayant agressé un adversaire par un coup de genou,
  - signal de l'arbitre : tape avec la main sur le genou ;
- coup de pied (kicking) :
  - appelée contre un joueur qui frappe (ou tente de frapper) un adversaire avec son pied ou son patin. Cette faute est uniquement sanctionnée par une pénalité de match ;
- coup de tête (tente ou donne un coup avec la tête) :
  - appelée contre un joueur ayant frappé (ou essayé de frapper) un adversaire avec la tête. Cette faute est uniquement sanctionnée par une pénalité de match ;
- coups de poing / bataille (altercations) / Rudoyer (fisticuffs / roughing) :
  - appelée contre un ou des joueurs se battant. La sanction est fonction de l'attitude des belligérants :
    - tout joueur qui retire volontairement son ou ses gants à l'occasion d'une altercation reçoit une pénalité de méconduite,
    - tout joueur qui commence une bagarre reçoit une double pénalité mineure,
    - tout joueur qui répond par un coup à une attaque reçoit une pénalité mineure,
    - tout joueur qui intervient dans une altercation reçoit une pénalité de méconduite de match,
    - tout joueur qui poursuit une altercation après que l'arbitre lui a donné l'ordre d'arrêter reçoit :
      - une double pénalité mineure,
      - ou une pénalité majeure plus une pénalité automatique de méconduite de match,
      - ou une pénalité de match ;

    - tout joueur ou officiel d'équipe impliqué dans une altercation avec un autre joueur ou officiel d'équipe situé en dehors de la glace, par :
      - une pénalité de méconduite,
      - ou une pénalité de méconduite de match,
      - ou une pénalité de match ;

    - tout joueur reconnu coupable de jouer de manière inutilement dure, par :
      - une pénalité mineure,
      - une double pénalité mineure,
      - ou une pénalité majeure plus une pénalité automatique de méconduite de match

    - tout joueur qui saisit ou retient le casque ou la protection faciale d'un adversaire, par :
      - une pénalité mineure,
      - ou une pénalité majeure plus une pénalité automatique de méconduite de match ;

  - signal de l'arbitre : bras tendu sur le côté avec le poing fermé ;
- charge contre le genou / Donner du genou (clipping) :
  - appelée contre un joueur ayant chargé un adversaire en le « coupant », c'est-à-dire en se baissant au-dessous du niveau de ses genoux,
  - signal de l'arbitre : effleurer le genou depuis l'arrière avec la main ;
- crosse haute / bâton élevé (high sticking) :
  - appelée contre un joueur ayant chargé un adversaire en tenant son bâton au-dessus de la hauteur normale de ses épaules. Dans la LNH et plusieurs autres ligues, il s'agit de la hauteur de la barre horizontale du but. La pénalité mineure peut être doublée en cas de blessure accidentelle et la pénalité majeure peut être assortie d'une pénalité de méconduite pour le match,
  - signal de l'arbitre : les deux poings fermés, l'un au-dessus de l'autre, à côté du visage ;
- jeu dur / rudesse (dureté excessive - brutalité - blessure) (excessive roughness) :
  - appelée contre un joueur ayant réalisé une action contraire aux règles et pouvant ou ayant causé une blessure à un adversaire ou un officiel. Cette faute est uniquement sanctionnée par une pénalité de match ;
- faire trébucher (tripping) :
  - appelée contre un joueur ayant utilisé sa crosse, son genou, son pied ou son bras pour faire tomber un adversaire,
  - signal de l'arbitre : avec la main ouverte, frôle la jambe latéralement en dessous du genou ;
- faucher les patins slew-footing :
  - cette faute qui n'existe que dans la LNH est appelée contre un joueur qui a fait trébucher l'adversaire avec une jambe arrière. Elle impose automatiquement une pénalité de match. Elle n'existe pas pour l'IIHF qui applique dans ce cas la faute « faire-trébucher ».
- harponner / six-pouces (butt-ending) :
  - appelée contre un joueur ayant frappé un adversaire avec le bout du manche de son bâton. La tentative de harponnage est sanctionnée d'une double mineure et le harponnage par une pénalité majeure ; ces deux pénalités sont, de plus, assorties d'une pénalité automatique de méconduite pour le match. Une blessure par harponnage est sanctionnée par une pénalité de match ;
  - signal de l'arbitre : mouvement croisé des avant-bras superposés, avec la main supérieure ouverte et l'autre fermée ;
- obstruction (interference) :
  - appelée contre un joueur qui gêne volontairement le déplacement d'un adversaire qui n'est pas en possession de la palet ou empêche le déplacement du gardien adverse à l'intérieur de son territoire de but. Cette faute est uniquement sanctionnée par une pénalité mineure mais l'arbitre peut également accorder un tir de pénalité si le joueur agressé était en situation d’échappée. Si le gardien de but a été retiré du jeu (que le joueur soit en situation d'échappée ou non), l'arbitre peut aussi accorder un but comme pénalité.
  - signal de l'arbitre : bras croisés à la hauteur de la poitrine avec les poings fermés ;
- piquage / darder (spearing) :
  - appelée contre un joueur qui « pique » (ou tente de piquer) un adversaire avec la pointe de la palette de sa crosse. Cette faute est similaire au harponnage au niveau des sanctions,
  - signal de l'arbitre : mouvement vers l'avant avec les poings l'un derrière l'autre et fermés ;
- retenir ou retenir la crosse/le bâton (holding ou holding the stick) :
  - appelée contre un joueur qui retient, avec sa main, son bâton ou de toute autre manière, un adversaire (y compris son bâton)
  - signal de l'arbitre : avec une main, saisit l'autre poignet, à la hauteur de la poitrine. Si c'est la crosse qui a été retenue, l'arbitre met ensuite ses mains vers le sol, comme s'il tenait une crosse.

### Autres fautes
- Incorrections des joueurs/officiels d'équipe envers les officiels et attitude antisportive (abuse of officials and unsportsmanlike conduct)
- Équipement non conforme (illegal and dangerous equipment)
- Retard de jeu (delaying the game) :
  - appelée quand :
    - un joueur a volontairement fait sortir la rondelle hors de la patinoire depuis sa zone de défense. Il n'y a pas de pénalité si le palet touche le plexiglas avant de sortir, ou s'il n'y a pas de plexiglas à cet endroit ;
    - un joueur a bloqué (gelé) la rondelle avec la main sans être sous pression d'un joueur adverse ;
    - un joueur a déplacé la cage pour empêcher une action ou un but de l'équipe adverse ;
    - une équipe ne respecte pas la procédure de changement de joueurs pendant un arrêt de jeu (après un premier avertissement dans le match) ;

  - sanctionné par une pénalité de banc mineure. Un retard de jeu est la seule pénalité de banc pour laquelle le joueur qui a commis la faute est obligé de purger lui-même la pénalité, sauf s'il se blesse ou est en même temps sanctionné par une autre faute (dans ce cas, un substitut effectue la pénalité). L'arbitre peut également accorder un tir de pénalité si la faute se produit pendant une échappée face aux buts ou sur une réelle occasion de but pour l'équipe qui attaque, voir un but automatique si le gardien avait laissé sa place à un joueur de champ supplémentaire. Si la faute se produit dans les 2 dernières minutes du match ou pendant la prolongation, le tir de pénalité (ou le but automatique) est accordé, que le joueur soit en situation d'échappée ou non.
- Crosses brisées (broken stick)
- Joueur/gardien se laissant tomber sur le palet (falling on the puck)
- Joueur/gardien maniant la rondelle avec ses mains (handling the puck with the hands)
- Altercations avec les spectateurs (interference with spectators)
- Joueurs quittant le banc des pénalités (players leaving the penalty bench)
- Joueurs quittant le banc des joueurs (players leaving the player's bench)
- Officiels d'équipe quittant le banc des joueurs (team officials leaving the player's bench)
- Refus d'engagement (refusing to start play)
- Jet de crosse ou tout autre objet (throwing a stick or any object)
- Prévention des infections par le sang (prevention of infections by blood)
- Surnombre (too many players on the ice) :
  - appelée contre une équipe qui aligne trop de joueurs ou ne respecte pas la procédure de changement volant (effectué en cours de jeu), qui est définie par la règle 411 du règlement IIHF : « Les joueurs ont le droit de procéder à leurs changements volants dans une surface limitée par la longueur du banc et de 1,50 m de largeur à partir de la balustrade. Pour que le changement volant soit valide, il doit s’effectuer dans cette zone, le joueur entrant sur la glace doit rester dans la zone imaginaire de 1,50 m jusqu’à ce que le joueur sortant ait quitté la glace (au moins un patin sur le banc) sans qu'aucun des deux ne soit en possession du palet [...] »
  - sanctionné par une pénalité de banc mineure. Si la faute est intentionnelle (c'est-à-dire avec la porte du banc des joueurs fermée) commise durant les 2 dernières minutes du match ou pendant la prolongation, l'arbitre doit accorder un tir de pénalité. Si le gardien de but a été retiré du jeu, l'arbitre accorde le but directement
- Non-respect de la procédure des changements de joueurs (infringement of change of players procedure)
- Plongeon et simulation (diving)

## Note
- Cet article est partiellement issu d'une fusion d'articles consacrés à chaque faute, voir la page de discussion pour les crédits d'auteurs.